# Kristalizacija
Kristalizacija je nastajanje kristala u kojem se osnovne čestice (atomi, joni ili molekuli) pravilno slažu u prostoru stvarajući kristalnu strukturu. U prirodi kristali mogu nastati na različite načine: iz vodenih i drugih rastvora pri sobnoj temperaturi (na primer: kamenih soli, gipsa i niz drugih soli iz mora ili jezera), iz vrućih rastvora, hidrotermalnih izvora, iz silikatnog rastvora, magme, iz koje se kristališe glavnina takozvanih primarnih petrogenih minerala, kao što su silikati, kremen i neki rudni minerali, iz gasovitog stanja (na primer snežne pahulje iz vodene pare, sumpor iz vulkanskih gasova), iz čvrstog stanja (na primer starenjem ili zagrevanjem nestabilnog stakla), iz gustih agregata katkad pri visokim temperaturama, nižih od tačke topljenja, kada polako nastaju krupniji zrnasti agregati (na primer mermer iz gustog krečnjaka, zrnaste metamorfne stene iz gustih sedimenata).
Kristalizacija započinje kada se dosegne prezasićeno stanje, to jest kada koncentracija materije postane veća od ravnotežne, što se najčešće postiže hlađenjem rastvora, pare ili gasa ili smanjenjem količine rastvarača u rastvoru. Proces zavisi od fizičkih i hemijskih svojstava materije, od sredine u kojoj kristal raste, primesa i temperature. Ako za kristalizaciju ima dovoljno prostora i ako ona teče polagano, bez primesa koje bi otežavale rast kristala, oblikovaće se jedinični kristal (monokristal) kao pravilna geometrijska tela. Ako nema uslova za nesmetanu kristalizaciju, umesto jediničnih kristala razviće se kristalni agregati, nakupine sitnih kristala koje kao celina nemaju pravilan oblik. Tako, na primer, već prema uslovima, materije se mogu kristalizovati u obliku iglica (viskeri), razgranati se poput biljke (dendriti) ili rasti u obliku tankih slojeva. Bez obzira na različitost oblika, unutrašnja građa svakog pojedinog kristalnog tela zadržaće isti prostorni poredak osnovnih čestica, kao i u idealnom jediničnom kristalu. Prirodne supstance, minerali, najčešće rastu u obliku agregata i drugih posebnih oblika, a retko kao pravilni jedinični kristali.

## Vrste kristalizacije
Razvojem instrumentalnih tehnika razvile su se i laboratorijske i industrijske metode za rast jediničnih kristala potrebnih u nauci i tehnici, posebno u elektronici. Kristalizacijom iz rastvora mogu se dobiti jedinični kristali mase i od nekoliko kilograma. Prema metodi Јan Čohralskoga (poljskog hemičara, 1885. – 1953), polirana kristalna ploča malog kristalnog zrna dodiruje rastvor osnovnog materijala iz kojeg treba dobiti jedinični kristal. Polaganim jednolikim podizanjem zrna, katkad brzinom manjom od 1 milimetar na sat, postiže se kontinuirani rast jediničnoga kristala iste kristalne orijentacije kao i u početnom zrnu. Ta metoda najpovoljnija za kristalizaciju većine metala i legura te za neke poluprovodničke materijale (germanijum, silicijum).
Bridžmanova metoda (Persi Vilijams Bridžman, američki fizičar, 1882. – 1961) služi uglavnom za kristalizaciju materija koje se prave kao dvokomponentni i višekomponentni poluprovodnici. Rastvor osnovnog materijala spušta se polagano iz toplijeg u hladniji deo peći i pritom se kristalizuje. Temperatura toplijeg dela treba da bude samo nekoliko stepeni viša od tačke topljenja materijala, a hladnijeg dela niža od tačke topljenja.
Vernelovom metodom (Ogist Vernel, francuski hemičar, 1856. – 1913) dodaje se fini prašak na površinu rastvora malog ishodnog kristala, koji zatim raste u obliku stožastoga jediničnoga kristala. Metoda se primjenjuje za materijale visokih tački topljenja, kao što su feriti, granati i veštački rubini. Za rast velikih kristala iz vodenih rastvora koriste se posude sa zasićenom rastvorom materije koja se kristalizuje, uz dodatak malih kristalnih jezgara. Malom promenom temperature, najčešće snižavanjem, povećava se prezasićenost rastvora, pa kristalna jezgra kontrolisano rastu. Tako se mogu pripremiti veliki monokristali tehnički važnih piroelektričnih i piezoelektričnih materija. Posebno je važna kristalizacija silicijum dioksida, to jest priprema veštačkih jediničnih kristala kremena, iz alkalnih vodenih rastvora u autoklavima s temperaturnim gradijentom. U početku se polikristalni materijal nalazi u zasićenom rastvoru u vrućem delu autoklava, a kristalna jezgra u njegovu hladnom delu, pa do prenosa materijala i rasta kristala dolazi usled temperaturne razlike. Najveća temperatura u autoklavu iznosi do 400 °C, a pritisak oko 100 MPa.
Za biološke molekule u kojima su kanali rastvarača i dalje prisutni da bi se zadržala netaknutu trodimenzionalnu strukturu, mikrošaržna kristalizacija pod uljem i difuzijom pare su uobičajene metode

### Nastanak kristalnog zrna metala
Kada se čisti metal ohladi ispod svoje kritične temperature topljenja (tačke topljenja), stvaraju se mnogobrojne klice međusobnim vezivanjem sporokrećućih atoma (centri kristalizacije). Centrom kristalizacije naziva se grupa atoma koji formiraju najmanju česticu faze sa sposobnošću daljeg rasta.
Pojava prelaza iz tečnog u čvrsto stanje naziva se kristalizacija. Za razliku od amorfnih tela, koja se postupno stvrdnjavaju tokom naglog hlađenja, metali se kristališu pri konstantnoj temperaturi, koja se naziva kritična temperatura fazne konverzije. Opšta teorija kristalizacije tečnosti dopušta mogućnost jakog pothlađenja rastvora, pri kojem broj klica i brzina rasta kristala postaju jednaki nuli, tako da se tečnost zgusne, pretvarajući se u staklasti materijal, tj. ne podliježući kristalizaciji.
Oblik kristalnog zrna zavisi od stvarnih uslova kristalizacije: brzine i smera odvođenja rastvora, prisustva nerastvorljivih čestica, stupnja podhlađenja, brzine pojave kristalizacije, strujanja rastvora, itd. Da bi kristal imao pravilan oblik potrebno je lagano hlađenje, mali broj centara kristalizacije, neometan rast u svim pravcima itd. Kako se ovo veoma retko ostvaruje, kristal obično ima nepravilan oblik i ravni kristali rastu nejednakim brzinama. Odvođenje rastvora pri hlađenju se odvija kroz čvrstu i tečnu (talina) fazu. Kako odvođenje rastvora nije jednako u svim pravcima, rast kristala će biti brži na onim graničnim površinama koje imaju nižu temperaturu od temperature tečne faze. Na brzinu rasta kristala utiču i primese. Naime, one se mogu apsorbovati na površini određenih ravnina i usporiti njihov rast izazivajući nepravilan oblik kristala. Posledica svega ovoga je da se iz centra kristalizacije razvijaju u pravcima najbržeg rasta grane kristala. Iz njih se takođe razvijaju nove grane pod određenim uglom. Ovakav rast kristala naziva se dendritski, a kristali dendriti.

## Termodinamičko gledište
Proces kristalizacije naizgled krši Drugi princip termodinamike. Dok se većina procesa koji daju uređenije rezultate to postiže primenom toplote, kristali se obično formiraju na nižim temperaturama - posebno pothlađivanjem. Međutim, usled oslobađanja toplote fuzije tokom kristalizacije, entropija vasione se povećava, tako da ovaj princip ostaje nepromenjen.
Molekuli unutar čistog, savršenog kristala, kada se greju spoljašnjim izvorom, postaju tečni. To se događa na oštro definisanoj temperaturi (različitoj za svaku vrstu kristala). Kako se utečnjava, složena arhitektura kristala se urušava. Topljenje se javlja zato što entropija (S) dobijena u sistemu prostornom randomizacijom molekula prevladava gubitak entalpije () usled :{\displaystyle T(S_{\text{tečnost}}-S_{\text{čvrsta mat.}})>H_{\text{tečnost}}-H_{\text{čvrsta mat.}},}
{\displaystyle G_{\text{tečnost}}<G_{\text{čvrsta mat.}}.}
Što se tiče kristala, ne postoje izuzeci od ovog pravila. Slično tome, kada se rastopljeni kristal ohladi, molekuli će se vratiti u svoj kristalni oblik nakon što temperatura padne ispod prekretne tačke. Do toga dolazi zato što toplotna randomizacija okoline nadoknađuje gubitak entropije koji nastaje usled preuređivanja molekula unutar sistema. Tečnosti koje se kristaliziraju pri hlađenju su izuzetak, a ne pravilo.
Prirodom procesa kristalizacije upravljaju i termodinamički i kinetički faktori, što ga može učiniti veoma promenljivim i teškim za kontrolisanje. Faktori kao što su nivo nečistoća, režim mešanja, dizajn posude i profil hlađenja mogu imati veliki uticaj na veličinu, broj i oblik proizvedenih kristala.

## Proces
Proces kristalizacije se sastoji od dva glavna događaja, nukleacije i rasta kristala koji su vođeni termodinamičkim svojstvima kao i hemijskim svojstvima. Nukleacija je korak u kome molekuli rastvorene supstance ili atomi dispergovani u rastvaraču počinju da se okupljaju u klastere, na mikroskopskoj skali (podižući koncentraciju rastvorene supstance u malom regionu), koji postaju stabilni u trenutnim operativnim uslovima. Ovi stabilni klasteri čine jezgra. Stoga, klasteri treba da dostignu kritičnu veličinu da bi postali stabilna jezgra. Takvu kritičnu veličinu diktira mnogo različitih faktora (temperatura, prezasićenost, itd.). U fazi nukleacije atomi ili molekuli se raspoređuju na definisan i periodičan način koji definiše kristalnu strukturu. Treba imati na umu da je „kristalna struktura“ poseban termin koji se odnosi na relativni raspored atoma ili molekula, a ne na makroskopska svojstva kristala (veličina i oblik), iako su ona rezultat unutrašnje strukture kristala.
Rast kristala je naknadno povećanje veličine jezgara koja uspevaju da postignu kritičnu veličinu klastera. Rast kristala je dinamički proces koji se odvija u ravnoteži gde se molekuli rastvora ili atomi talože iz rastvora i ponovo se rastvaraju u rastvor. Prezasićenje je jedna od pokretačkih snaga kristalizacije, pošto je rastvorljivost vrste ravnotežni proces kvantifikovan pomoću Ksp. U zavisnosti od uslova, ili nukleacija ili rast mogu biti dominantni u odnosu na drugi, što diktira veličinu kristala.
Mnoga jedinjenja imaju sposobnost kristalizacije, a neka imaju različite kristalne strukture, što se naziva polimorfizam. Određeni polimorfi mogu biti metastabilni, što znači da iako nije u termodinamičkoj ravnoteži, on je kinetički stabilan i zahteva određeni unos energije da započne transformaciju u fazu ravnoteže. Svaki polimorf je zapravo različito termodinamičko čvrsto stanje i kristalni polimorfi istog jedinjenja pokazuju različita fizička svojstva, kao što su brzina rastvaranja, oblik (uglovi između faseta i stope rasta faseta), tačka topljenja, itd. Iz tog razloga, polimorfizam je od velikog značaja u industrijskoj proizvodnji kristalnih proizvoda. Pored toga, kristalne faze se ponekad mogu međusobno konvertovati različitim faktorima kao što je temperatura, poput transformacije anataznih u rutilne faze titanijum dioksida.

## U prirodi
Postoje mnogi primeri prirodnih procesa koji uključuju kristalizaciju.
Primeri procesa na geološkoj vremenskoj skali uključuju:
- Prirodno (mineralno) stvaranje kristala (vidi takođe dragi kamen);
- Stalaktit/stalagmit, formiranje prstenova;

Primeri procesa ljudske vremenske skale uključuju:
- Stvaranje snežnih pahulja;
- Kristalizacija meda (skoro sve vrste meda kristaliziraju).

## Metode
Formiranje kristala se može podeliti na dva tipa, gde se prvi tip kristala sastoji od katjona i anjona, takođe poznatih kao so, kao što je natrijum acetat. Drugi tip kristala se sastoji od nenaelektrisanih vrsta, na primer mentola.
Kristali se mogu formirati različitim metodama, kao što su: hlađenje, isparavanje, dodavanje drugog rastvarača da bi se smanjila rastvorljivost rastvora (tehnika poznata kao antirastvarač ili utapanje), nanošenje slojeva rastvarača, sublimacija, promena katjona ili anjona, kao npr. kao i druge metode.
Formiranje prezasićenog rastvora ne garantuje formiranje kristala, a često je potreban semeni kristal ili grebanje stakla da bi se formirala mesta nukleacije.
Tipična laboratorijska tehnika za formiranje kristala je rastvaranje čvrste supstance u rastvoru u kojoj je delimično rastvorljiva, obično na visokim temperaturama da bi se postiglo prezasićenje. Vruća smeša se zatim filtrira da bi se uklonile sve nerastvorljive nečistoće. Filtrat se ostavi da se polako ohladi. Kristali koji se formiraju se zatim filtriraju i isperu sa rastvaračem u kome nisu rastvorljivi, ali se mešaju sa matičnom tečnošću. Proces se zatim ponavlja da bi se povećala čistoća u tehnici poznatoj kao rekristalizacija.
Za biološke molekule u kojima su kanali rastvarača i dalje prisutni da bi zadržali trodimenzionalnu strukturu netaknutu, mikroserijska kristalizacija pod difuzijom ulja i pare je uobičajena metoda.

### Tipična oprema
Oprema za glavne industrijske procese za kristalizaciju.
- Tank kristalizatori. Rezervoarska kristalizacija je stara metoda koja se još uvek koristi u nekim specijalizovanim slučajevima.[38] Zasićeni rastvori, u rezervoarskoj kristalizaciji, se ostavljaju da se ohlade u otvorenim rezervoarima. Nakon određenog vremena, matična tečnost se iscedi i kristali se uklone. Nukleaciju i veličinu kristala je teško kontrolisati. Obično su troškovi rada veoma visoki.[39]
- Mešovita suspenzija, uklanjanje mešanih proizvoda (MSMPR): MSMPR se koristi za neorgansku kristalizaciju mnogo većeg obima. MSMPR može kristalizovati rastvore na kontinuiran način.[40]

## Dinamika
Kao što je gore pomenuto, kristal se formira prema dobro definisanom paternu, ili strukturi, koju diktiraju sile koje deluju na molekularnom nivou. Kao posledica toga, tokom procesa formiranja kristal se nalazi u okruženju gde koncentracija rastvora dostiže određenu kritičnu vrednost, pre nego što promeni status. Formiranje čvrste materije, nemoguće ispod praga rastvorljivosti pri datim uslovima temperature i pritiska, može se tada desiti u koncentraciji većoj od teoretskog nivoa rastvorljivosti. Razlika između stvarne vrednosti koncentracije rastvorene supstance na granici kristalizacije i teoretskog (statičkog) praga rastvorljivosti naziva se prezasićenost i osnovni je faktor u kristalizaciji.

### Nukleacija
Nukleacija je iniciranje promene faze u malom regionu, kao što je formiranje čvrstog kristala iz tečnog rastvora. To je posledica brzih lokalnih fluktuacija na molekularnoj skali u homogenoj fazi koja je u stanju metastabilne ravnoteže. Totalna nukleacija je zbir efekata dve kategorije nukleacije – primarne i sekundarne.

#### Primarna nukleacija
Primarna nukleacija je početno formiranje kristala gde nema drugih kristala ili gde, ako postoje kristali prisutni u sistemu, oni nemaju nikakav uticaj na proces. Ovo se može desiti pod dva uslova. Prva je homogena nukleacija, što je nukleacija na koju ni na koji način ne utiču čvrste materije. Ove čvrste materije uključuju zidove posude kristalizatora i čestice bilo koje strane supstance. Druga kategorija je, dakle, heterogena nukleacija. Ovo se dešava kada čvrste čestice stranih supstanci izazivaju povećanje brzine nukleacije koje inače ne bi bilo vidljivo bez postojanja ovih stranih čestica. Homogena nukleacija se retko dešava u praksi zbog velike energije neophodne za početak nukleacije bez čvrste površine koja bi katalizovala nukleaciju.
Primarna nukleacija (homogena i heterogena) je modelovana na sledeći način:
{\displaystyle B={\dfrac {dN}{dt}}=k_{n}(c-c^{*})^{n},}
gde je
B je broj formiranih jezgara po jedinici zapremine u jedinici vremena,
N je broj jezgara po jedinici zapremine,
kn je konstanta brzine,
c je trenutna koncentracija rastvorene supstance,
c* je koncentracija rastvorene supstance pri zasićenju,
(c − c*) je takođe poznato kao prezasićenje,
n je empirijski eksponent koji može biti i do 10, ali se generalno kreće između 3 i 4.

#### Sekundarna nukleacija
Sekundarna nukleacija je formiranje jezgara koje se može pripisati uticaju postojećih mikroskopskih kristala u magmi. Jednostavnije rečeno, sekundarna nukleacija je kada se rast kristala započne sa kontaktom drugih postojećih kristala ili „semena“. Prvi tip poznate sekundarne kristalizacije može se pripisati smicanju tečnosti, a drugi sudarima između već postojećih kristala ili sa čvrstom površinom kristalizatora ili sa samim drugim kristalima. Nukleacija tečnosti se dešava kada tečnost putuje kroz kristal velikom brzinom, uklanjajući jezgra koja bi inače bila ugrađena u kristal, uzrokujući da odnesena jezgra postanu novi kristali. Utvrđeno je da je kontaktna nukleacija najefikasniji i najčešći metod za nukleaciju. Prednosti uključuju sledeće:
- Nizak kinetički red i brzina proporcionalna supersaturaciji, omogućava laku kontrolu bez nestabilnog rada.
- Javlja se pri niskoj prezasićenosti, gde je stopa rasta optimalna za dobar kvalitet.
- Niska potrebna energija pri kojoj kristali udaraju izbegava razbijanje postojećih kristala u nove kristale.
- Kvantitativne osnove su već izolovane i uvode se u praksu.

Sledeći model, iako donekle pojednostavljen, često se koristi za modelovanje sekundarne nukleacije:
{\displaystyle B={\dfrac {dN}{dt}}=k_{1}M_{T}^{j}(c-c^{*})^{b},}
gde je
k1 je konstanta brzine,
MT je gustina suspenzije,
j je empirijski eksponent koji može da se kreće do 1,5, ali je generalno 1,
b je empirijski eksponent koji može da se kreće do 5, ali je generalno 2.

### Rast kristala
Jednom kada se prvi mali kristal, jezgro, formira, on deluje kao tačka konvergencije (ako je nestabilan zbog prezasićenosti) za molekule rastvorene supstance koji ga dodiruju, ili su u blizini kristala, tako da povećava sopstvene dimenzije u uzastopnim slojevima. Obrazac rasta podseća na kolutove crnog luka, kao što je prikazano na slici, gde svaka boja označava istu masu rastvorene supstance; ova masa stvara sve tanje slojeve zbog sve veće površine rastućeg kristala. Masa prezasićene rastvorene supstance koju prvobitno jezgro može da uhvati u vremenskoj jedinici naziva se brzina rasta izražena u kg/(m2*h), i ta konstanta je specifična za proces. Na brzinu rasta utiče nekoliko fizičkih faktora, kao što su površinski napon rastvora, pritisak, temperatura, relativna brzina kristala u rastvoru, Rejnoldsov broj, i tako dalje.
Stoga su glavne vrednosti koje treba kontrolisati:
- Vrednost prezasićenosti, kao indeks količine rastvorene supstance dostupne za rast kristala;
- Ukupna površina kristala u jediničnoj masi tečnosti, kao indeks sposobnosti rastvorene supstance da se fiksira na kristal;
- Vreme zadržavanja, kao indeks verovatnoće da molekul rastvorene supstance dođe u kontakt sa postojećim kristalom;
- Obrazac toka, opet kao indeks verovatnoće da molekul rastvorene supstance dođe u kontakt sa postojećim kristalom (veći u laminarnom toku,[47][48] niži u turbulentnom toku, ali obrnuto važi za verovatnoću kontakta).

Prva vrednost je posledica fizičkih karakteristika rastvora, dok druge definišu razliku između dobro dizajniranog i loše dizajniranog kristalizatora.

### Distribucija po veličini
Izgled i raspon veličina kristalnog proizvoda je izuzetno važan u kristalizaciji. Ako se želi dalja obrada kristala, veliki kristali ujednačene veličine su važni za pranje, filtriranje, transport i skladištenje, jer je velike kristale lakše filtrirati iz rastvora nego male kristale. Takođe, veći kristali imaju manji odnos površine i zapremine, što dovodi do veće čistoće. Ova veća čistoća je zbog manjeg zadržavanja matične tečnosti koja sadrži nečistoće i manjeg gubitka prinosa kada se kristali isperu da bi se uklonila matična tečnost. U posebnim slučajevima, na primer tokom proizvodnje lekova u farmaceutskoj industriji, male veličine kristala su često poželjne da bi se poboljšala brzina rastvaranja leka i biodostupnost. Teorijska raspodela veličine kristala može se proceniti kao funkcija radnih uslova sa prilično komplikovanim matematičkim procesom koji se naziva populaciona teorija balansa (koristeći jednačine populacionog balansa).

## Glavni procesi kristalizacije
Neki od važnih faktora koji utiču na rastvorljivost su: koncentracija, temperatura, sastav smeše rastvarača, polaritet, i jonska jačina. Dakle, mogu se identifikovati dve glavne porodice procesa kristalizacije: rashladna i isparivačka. Ova podela nije baš jasna definisana, pošto postoje hibridni sistemi, gde se hlađenje vrši isparavanjem, čime se istovremeno dobija i povećana koncentracija rastvora.
Proces kristalizacije koji se često pominje u hemijskom inženjerstvu je frakciona kristalizacija. Ovo nije drugačiji proces, već posebna primena jednog (ili oba) od gore navedenog.

### Rashladna kristalizacija

#### Aplikacija
Većina hemijskih jedinjenja, rastvorenih u većini rastvarača, pokazuje takozvanu direktnu rastvorljivost, odnosno prag rastvorljivosti raste sa temperaturom.
Dakle, kad god su uslovi povoljni, formiranje kristala je rezultat jednostavnog hlađenja rastvora. Ovde je hlađenje relativan pojam: kristali austenita u čeliku se formiraju znatno iznad 1000 °C. Primer ovog procesa kristalizacije je proizvodnja Glauberove soli, kristalnog oblika natrijum sulfata. Na dijagramu, gde je ravnotežna temperatura na x-osi i ravnotežna koncentracija (kao maseni procenat rastvorene supstance u zasićenom rastvoru) na y-osi, jasno je da rastvorljivost sulfata brzo opada ispod 32,5 °C. Pod pretpostavkom da je zasićen rastvor na 30 °C, hlađenjem na 0 °C (imajte na umu da je to moguće zahvaljujući smanjenju tačke smrzavanja), dolazi do precipitacije mase sulfata koja odgovara promeni rastvorljivosti od 29% (ravnotežna vrednost na 30 °C) do približno 4,5% (na 0 °C) – zapravo se taloži veća kristalna masa, pošto sulfat uvlači hidratacionu vodu, a to ima sporedni efekat povećanja konačne koncentracije.
Postoje ograničenja u upotrebi rashladne kristalizacije:
- Mnoge rastvorene materije se talože u hidratnom obliku na niskim temperaturama: u prethodnom primeru to je prihvatljivo, te čak i korisno, ali može biti štetno kada je, na primer, masa hidratacione vode da se postigne stabilan oblik kristalizacije hidrata veća od raspoložive vode: formiraće se jedan blok rastvora hidrata – to se dešava u slučaju kalcijum hlorida);
- Maksimalno prezasićenje će se desiti u najhladnijim tačkama. To mogu biti cevi razmenjivača toplote koje su osetljive na stvaranje kamenca, i razmena toplote može biti znatno smanjena ili prekinuta;
- Smanjenje temperature obično podrazumeva povećanje viskoziteta rastvora. Previsok viskozitet može izazvati hidrauličke probleme, a laminarni tok koji se tako stvara može uticati na dinamiku kristalizacije.
- Nije primenljivo na jedinjenja koja imaju reverznu rastvorljivost, termin koji označava da se rastvorljivost povećava sa smanjenjem temperature (primer se javlja sa natrijum sulfatom, gde je rastvorljivost obrnuta iznad 32,5 °C).

#### Rashladni kristalizatori
Najjednostavniji rashladni kristalizatori su rezervoari sa mešalicom za unutrašnju cirkulaciju, gde se smanjenje temperature postiže razmenom toplote sa međutečnošću koja cirkuliše u omotaču. Ove jednostavne mašine se koriste u serijskim procesima, kao u preradi farmaceutskih proizvoda i sklone su skaliranju. Serijski procesi obično obezbeđuju relativno promenljiv kvalitet proizvoda zajedno sa serijom.
Svenson-Valkerov kristalizator je model koji je specifično osmislila kompanija Swenson Co. oko 1920. godine, koji ima polucilindrično horizontalno šuplje korito u koje se šuplji pužni transporter ili neki šuplji diskovi, u kojima cirkuliše rashladna tečnost, uranjaju tokom rotacije na uzdužnoj osi. Tečnost za hlađenje ponekad takođe cirkuliše u omotaču oko korita. Kristali se talože na hladnim površinama zavrtnja/diskova, sa kojih se skidaju strugačima i talože na dnu korita. Zavrtanj, ako postoji, potiskuje suspenziju ka ispusnom otvoru.
Uobičajena praksa je hlađenje rastvora brzim isparavanjem: kada se tečnost na datoj temperaturi T0 prenese u komoru pod pritiskom P1 tako da je temperatura zasićenja tečnosti T1 na P1 niža od T0, tečnost će osloboditi toplotu prema temperaturnoj razlici i količini rastvarača, čija je ukupna latentna toplota isparavanja jednaka razlici u entalpiji. Jednostavnim rečima, tečnost se hladi isparavanjem njenog dela.
U industriji šećera, vertikalni rashladni kristalizatori se koriste za iscrpljivanje melase u poslednjoj fazi kristalizacije nizvodno od vakuumskih posuda, pre centrifugiranja. Masekut ulazi u kristalizatore na vrhu, a rashladna voda se pumpa kroz cevi u suprotnom toku.

### Isparivačka kristalizacija
Druga opcija je da se ostvari, na približno konstantnoj temperaturi, taloženje kristala povećanjem koncentracije rastvorene supstance iznad praga rastvorljivosti. Da bi se ovo postiglo, maseni odnos rastvora/rastvarača se povećava upotrebom tehnike isparavanja. Ovaj proces je neosetljiv na promenu temperature (sve dok stanje hidratacije ostaje nepromenjeno).
Sva razmatranja o kontroli parametara kristalizacije su ista kao i kod modela hlađenja.

#### Isparivački kristalizatori
Većina industrijskih kristalizatora je evaporativnog tipa, kao što su veoma velike jedinice za natrijum hlorid i saharozu, čija proizvodnja čini više od 50% ukupne svetske proizvodnje kristala. Najčešći tip je model sa prinudnom cirkulacijom (FC) (vidi isparivač). Uređaj za pumpanje (pumpa ili mešalica aksijalnog protoka) drži kristalnu kašu u homogenoj suspenziji u čitavom rezervoaru, uključujući izmenjivačke površine; kontrolisanjem protoka pumpe postiže se kontrola vremena kontakta kristalne mase sa prezasićenim rastvorom, zajedno sa razumnim brzinama na površinama razmene. Oslo, koji je gore pomenut, je rafinacija kristalizatora sa prinudnom cirkulacijom isparavanja, koji je sada opremljen velikom zonom taloženja kristala da bi se povećalo vreme zadržavanja (obično malo u FC) i da bi se grubo odvojile zone teške suspenzije od bistre tečnosti. Isparljivi kristalizatori imaju tendenciju da daju veću prosečnu veličinu kristala i sužavaju krivu raspodele veličine kristala.

### DTB kristalizator
Bez obzira na oblik kristalizatora, da bi se postigla efikasna kontrola procesa važno je kontrolisati vreme zadržavanja i kristalnu masu, kako bi se postigli optimalni uslovi u pogledu kristalne specifične površine i najbržeg mogućeg rasta. Ovo se postiže odvajanjem – jednostavnije rečeno – kristala iz tečne mase, kako bi se na drugačiji način upravljalo sa ova dva toka. Praktičan način je da se izvrši gravitaciono taloženje da bi se mogla ekstrahovati (i eventualno odvojeno reciklirati) (skoro) bistra tečnost, dok se upravlja protokom mase oko kristalizatora da bi se dobila precizna gustina suspenzije negde drugde. Tipičan primer je DTB (Draft Tube and Baffle) kristalizator, ideja Ričarda Čisuma Beneta (inženjera u Svensonu i kasnijeg predsednika Svensona) krajem 1950-ih. DTB kristalizator (pogledajte slike) ima unutrašnji cirkulator, tipično mešač aksijalnog protoka – žuti – koji se gura nagore u cevi za vuču dok se izvan kristalizatora nalazi oblast taloženja u prstenastom prostoru; u njemu se izlazni rastvor kreće nagore veoma malom brzinom, tako da se veliki kristali talože – i vraćaju u glavnu cirkulaciju – dok se samo sitne čestice, ispod date veličine zrna, ekstrahuju i na kraju uništavaju povećanjem ili smanjenjem temperature, stvarajući tako dodatnu prezasićenost. Kvazi-savršena kontrola svih parametara se postiže, jer DTF kristalizatori nude superiornu kontrolu nad veličinom i karakteristikama kristala. Ovaj kristalizator i derivati (Kristal, CSC, itd) mogli bi biti ultimatno rešenje ako ne i zbog velikog ograničenja u kapacitetu isparavanja, zbog ograničenog prečnika glave pare i relativno niske spoljne cirkulacije koja ne dozvoljava velike količine energija koja se isporučuje sistemu.

## Primena
U procesnoj hemijskoj industriji kristalizacija je toplotni separacioni proces u kojem se čvrsta faza hlađenjem izdvaja iz tečne ili parne faze, ili iz rastvora. U praksi je najčešća kristalizacija iz tečne faze ili iz rastvora. Zbog toga se industrijska kristalizacija sprovodi u kristalizatorima, a to su isparivači s uređajima za skupljanje i izdvajanje izlučenih kristala, ili su to velike posude u kojima se rastvor meša i vazduhom ili vodom hladi. Dobijeni sirovi kristali izdvajaju se iz rastvora taloženjem, filtracijom ili centrifugiranjem, ispiraju se rastvaračem i suše. Veličina, oblik i čistina kristala zavise od uslova izvođenja procesa (temperature, pritiska, stupanj prezasićenja, brzine hlađenja).

## Literatura
- A. Mersmann (2001). Crystallization Technology Handbook (2nd изд.). CRC. ISBN 0-8247-0528-9.
- Tine Arkenbout-de Vroome (1995). Melt Crystallization Technology. CRC. ISBN 1-56676-181-6.
- „"Small Molecule Crystallization"” (PDF). Архивирано из оригинала (PDF) 03. 03. 2016. г. Приступљено 25. 08. 2018. (PDF) at Illinois Institute of Technology website
- Geankoplis, C.J. (2003). Transport Processes and Separation Process Principles (4th изд.). Prentice-Hall Inc. ISBN 978-0-13-101367-4.
- S.J. Jancic, P.A.M. Grootscholten: “Industrial Crystallization”, Textbook, Delft University Press and Reidel Publishing Company, Delft, The Netherlands, 1984
- RL Barto; LJ Ebert (1971). „Deformation stress state effects on the recrystallization kinetics of molybdenum”. Metallurgical Transactions. 2 (6): 1643—1649. Bibcode:1971MT......2.1643B. doi:10.1007/BF02913888.
- HM Chan; FJ Humphreys (1984). „The recrystallisation of aluminium-silicon alloys containing a bimodal particle distribution”. Acta Metallurgica. 32 (2): 235—243. doi:10.1016/0001-6160(84)90052-X.
- RD Doherty (2005). „Primary Recrystallization”.  Ур.: RW Cahn;  . Encyclopedia of Materials: Science and Technology. Elsevier. стр. 7847—7850.
- RD Doherty; DA Hughes; FJ Humphreys; JJ Jonas; D Juul Jenson; ME Kassner; WE King; TR McNelley; HJ McQueen; AD Rollett (1997). „Current Issues In Recrystallisation: A Review”. Materials Science and Engineering. A238: 219—274.
- FJ Humphreys; M Hatherly (2004). Recrystallisation and related annealing phenomena. Elsevier.
- Laurence M. Harwood; Christopher J. Moody; Jonathan M. Percy (1999). Experimental organic chemistry: standard and microscaling. Wiley. ISBN 978-0-632-04819-9.
- John Leonard; B. Lygo; Garry Procter (2. 6. 1994). Advanced practical organic chemistry. CRC Press. ISBN 978-0-7487-4071-0.
- Hook, J.R.; Hall, H.E. (2010). Solid State Physics. Manchester Physics Series (2nd изд.). John Wiley & Sons. ISBN 9780471928041.
- West, Anthony R. (1999). Basic Solid State Chemistry (2nd изд.). Wiley. стр. 1. ISBN 978-0-471-98756-7.
- „4. Direct and reciprocal lattices”. CSIC Dept de Cristalografia y Biologia Estructural. 6. 4. 2017. Приступљено 18. 5. 2017.
- Edington, J. W. (1975). Electron Diffraction in the Electron Microscope (на језику: енглески). ISBN 978-0-333-18292-5. doi:10.1007/978-1-349-02595-4.
- Ashcroft, N.; Mermin, D. (1976). „Chapter 7”. Solid State Physics. Brooks/Cole (Thomson Learning, Inc.). ISBN 978-0030493461.
- Donald E. Sands (1994). „§4-2 Screw axes and §4-3 Glide planes”. Introduction to Crystallography (Reprint of WA Benjamin corrected 1975 изд.). Courier-Dover. стр. 70—71. ISBN 978-0486678399.
- Ellis, Arthur B.;  . (1995). Teaching General Chemistry: A Materials Science Companion (3rd изд.). Washington, DC: American Chemical Society. ISBN 084122725X.
- Parker, C.B., ур. (1994). McGraw Hill Encyclopaedia of Physics (2nd изд.). McGraw-Hill. ISBN 978-0070514003.
- Kallay, Nikola (2000). Interfacial Dynamics. CRC Press. ISBN 978-0824700065.
- Hogan, C. M. (1969). „Density of States of an Insulating Ferromagnetic Alloy”. Physical Review. 188 (2): 870—874. Bibcode:1969PhRv..188..870H. doi:10.1103/PhysRev.188.870.
- Zhang, X. Y.; Suhl, H (1985). „Spin-wave-related period doublings and chaos under transverse pumping”. Physical Review A. 32 (4): 2530—2533. Bibcode:1985PhRvA..32.2530Z. PMID 9896377. doi:10.1103/PhysRevA.32.2530.
- Courtney, Thomas (2000). Mechanical Behavior of Materials. Long Grove, IL: Waveland Press. стр. 85. ISBN 978-1-57766-425-3.
- L. Pauling (1929). „The principles determining the structure of complex ionic crystals”. J. Am. Chem. Soc. 51 (4): 1010—1026. Bibcode:1929JAChS..51.1010P. doi:10.1021/ja01379a006.
- Pauling, Linus (1938). „The Nature of the Interatomic Forces in Metals”. Physical Review. 54 (11): 899—904. Bibcode:1938PhRv...54..899P. doi:10.1103/PhysRev.54.899.
- Pauling, Linus (1947). „Atomic Radii and Interatomic Distances in Metals”. Journal of the American Chemical Society. 69 (3): 542—553. Bibcode:1947JAChS..69..542P. doi:10.1021/ja01195a024.
- Pauling, L. (1949). „A Resonating-Valence-Bond Theory of Metals and Intermetallic Compounds”. Proceedings of the Royal Society A. 196 (1046): 343—362. Bibcode:1949RSPSA.196..343P. doi:10.1098/rspa.1949.0032 .
- Hume-rothery, W.; Irving, H. M.; Williams, R. J. P. (1951). „The Valencies of the Transition Elements in the Metallic State”. Proceedings of the Royal Society A. 208 (1095): 431. Bibcode:1951RSPSA.208..431H. S2CID 95981632. doi:10.1098/rspa.1951.0172.
- Altmann, S. L.; Coulson, C. A.; Hume-Rothery, W. (1957). „On the Relation between Bond Hybrids and the Metallic Structures”. Proceedings of the Royal Society A. 240 (1221): 145. Bibcode:1957RSPSA.240..145A. S2CID 94113118. doi:10.1098/rspa.1957.0073.
- Liu, Gang (2015). „Dynamical equations for the period vectors in a periodic system under constant external stress”. Can. J. Phys. 93 (9): 974—978. Bibcode:2015CaJPh..93..974L. S2CID 54966950. arXiv:cond-mat/0209372 . doi:10.1139/cjp-2014-0518.
- {{cite journal|author= |title=Review of the anatase to rutile phase transformation |doi=10.1007/s10853-010-5113-0 | date=2011 | last1=Hanaor | first1=Dorian A. H. | last2=Sorrell | first2=Charles C. | journal=Journal of Materials Science | volume=46 | issue=4 | pages=855–874 | doi-access=free | bibcode=2011JMatS..46..855H }
- Molodets, A. M.; Nabatov, S. S. (2000). „Thermodynamic Potentials, Diagram of State, and Phase Transitions of Tin on Shock Compression”. High Temperature. 38 (5): 715—721. Bibcode:2000HTemp..38..715M. S2CID 120417927. doi:10.1007/BF02755923.
- Holleman, Arnold F.; Wiberg, Egon; Wiberg, Nils (1985). „Tin”. Lehrbuch der Anorganischen Chemie (на језику: немачки) (91–100 изд.). Walter de Gruyter. стр. 793—800. ISBN 978-3-11-007511-3.
- Schwartz, Mel (2002). „Tin and Alloys, Properties”. Encyclopedia of Materials, Parts and Finishes (2nd изд.). CRC Press. ISBN 978-1-56676-661-6.

## Spoljašnje veze
- -author= -
- „Crystallization”. www.reciprocalnet.org. Архивирано из оригинала 2016-11-27. г. Приступљено 2017-01-03.
- The internal structure of crystals... Crystallography for beginners
- Different types of crystal structure
- „Appendix A from the manual for Atoms, software for XAFS”. Архивирано из оригинала 4. 3. 2016. г.
- „Intro to Minerals: Crystal Class and System”. Архивирано из оригинала 22. 8. 2006. г.
- „Introduction to Crystallography and Mineral Crystal Systems”. Архивирано из оригинала 26. 8. 2006. г.
- „Crystal planes and Miller indices”. Архивирано из оригинала 8. 2. 2006. г.
- Interactive 3D Crystal models
- Specific Crystal 3D models